# Liste der touristischen Routen in Schweden
In Schweden gibt es etliche touristische Routen, meist Straßen oder Fernwanderwege. Diese befinden sich zum großen Teil in der nordschwedischen Provinz Norrland. Auf allen Routen gilt das Jedermannsrecht (Allemansrätten).

## Straßen

### Almenweg, Fäbodvägen
| Hauptartikel:               | Fäbodvägen |
| Provinz:                    | Jämtlands län |
| Ausgangspunkte:             | Persåsen, Börtnan |
| wichtige Zwischenstationen: | Långbodarna, Galåbodarna |
| Länge:                      | 40 km |
| Sehenswürdigkeiten:         | - rund 30, zum Teil bewirtschaftete, historische Almsiedlungen - drei Naturreservate, darunter Arådalens Naturreservat - Kunsthandwerk Leif Wikner in Persåsen |

Beschreibung: Der Fäbodvägen ist ein historisch bedeutender Weg, der rund 30 Almen verbindet, die seit dem 18. Jahrhundert den Bauern der Umgebung Zugang zu reichen Berg- und Waldweideflächen boten. Die Kultur der Almen wird bis heute lebendig gehalten. 

### Anglerstraße, Fiskevägen
| Hauptartikel:               | Fiskevägen                          |
| Provinz:                    | Jämtlands län, Trøndelag (Norwegen) |
| Ausgangspunkte:             | Krokom, Namsos                      |
| wichtige Zwischenstationen: |                                     |
| Länge:                      | km                                  |
| Sehenswürdigkeiten:         |                                     |

Beschreibung: Die Anglerstraße führt entlang der Provinzstraße Nr. 340 und hat zahlreiche gute Angelreviere.

### Blauer Weg, Blå Vägen
| Hauptartikel:               | Blauer Weg                                       |
| Provinz:                    | Västerbottens län, Norwegen                      |
| Ausgangspunkte:             | Holmsund, Mo i Rana                              |
| wichtige Zwischenstationen: |                                                  |
| Länge:                      | 490 km                                           |
| Sehenswürdigkeiten:         | - Urwald in Kirjesaland - Holzkirche in Stensele |

Beschreibung: Dieser Weg, der heute auf der Straße E12 verläuft, ist eine historische Verbindung zwischen Holmsund und Mo i Rana in Norwegen.

### Blumenstraße, Blomsterleden
| Hauptartikel:               | Blomsterleden |
| Provinz:                    | Jämtlands län |
| Ausgangspunkte:             | Östersund, Bakvattnet |
| wichtige Zwischenstationen: | |
| Länge:                      | km |
| Sehenswürdigkeiten:         | - Fröjas gardar (schöne Gärten) in As - Gewächshaus in As - Kräutergarten in Föllinge - Urwald von Storholmsjö - Blumenparadies auf dem Berg Ansätten |

### Elchstraße, Älgens Väg
| Hauptartikel:               | Elchstraße                                                                   |
| Provinz:                    | Norrbottens län, Västernorrlands län                                         |
| Ausgangspunkte:             | Arvidsjaur, Nordmaling                                                       |
| wichtige Zwischenstationen: |                                                                              |
| Länge:                      | 289 km                                                                       |
| Sehenswürdigkeiten:         | - Lyksele: Tierpark und Museum - Älgens Hus - Eisenhüttendorf Olofsfors Bruk |

Beschreibung: Die Straße führt durch die nordschwedische Wildmark.

### Goldweg, Guldvägen
| Hauptartikel:               | Guldvägen                                                                                                 |
| Provinz:                    | Västerbottens län                                                                                         |
| Ausgangspunkte:             | Skellefteå, Malå                                                                                          |
| wichtige Zwischenstationen: | |
| Länge:                      | 124 km |
| Sehenswürdigkeiten:         | - längste Gondelbahn der Welt in Örträsk - Raubtierausstellung in Svansele - Ski und Jagdmuseum in Norsjö |

Beschreibung:

### Indalstraße, Indalsleden
| Hauptartikel:               | Indalsleden                                                |
| Provinz:                    | Jämtlands län, Västernorrlands län                         |
| Ausgangspunkte:             | Östersund, Sundsvall                                       |
| wichtige Zwischenstationen: |                                                            |
| Länge:                      | km                                                         |
| Sehenswürdigkeiten:         | - Kraftwerkmuseum Krangede - Naturschutzgebiet Döda Fallet |

Beschreibung: Die Straße folgt den Nationalstraßen 86 und 87.

### Inlandsvägen
| Hauptartikel:               | Inlandsvägen |
| Provinz:                    | Norrbottens län, Västerbottens län, Jämtlands län, Gävleborgs län, Kopparbergs län, Värmlands län, Västra Götalands län |
| Ausgangspunkte:             | Karesuando, Göteborg |
| wichtige Zwischenstationen: | Mora, Östersund, Gällivare                                                                                              |
| Länge:                      | 1680 km |
| Sehenswürdigkeiten:         | |

Beschreibung: Inlandsvägen, der Reichsstraße 45 folgend, ist mit 1680 km Länge die längste Straße Schwedens.

### Konstvägen Sju Älvar
| Hauptartikel:               | Konstvägen           |
| Provinz:                    | Västerbottens län    |
| Ausgangspunkte:             | Holmsund, Borgafjäll |
| wichtige Zwischenstationen: |                      |
| Länge:                      | 334 km               |
| Sehenswürdigkeiten:         |                      |

Beschreibung: Der Kunstweg sieben Flüsse ist eine 300 km lange Kunstausstellung. An den Straßen E12, 92 und 1052 von Holmsund nach Borgafjäll haben zehn Künstler ihre Kunstwerke ausgestellt.

### Sagenweg, Sagavägen
| Hauptartikel:               | Sagenweg                                                            |
| Provinz:                    | Västernorrlands län, Västerbottens län, Norwegen                    |
| Ausgangspunkte:             | Örnsköldsvik, Brønnøysund (Norwegen)                                |
| wichtige Zwischenstationen: |                                                                     |
| Länge:                      | 590 km                                                              |
| Sehenswürdigkeiten:         | - Motorradmuseum in Dikanäs - Mühle von Torvsjö - Einige Skigebiete |

Beschreibung: Der Weg zieht sich durch eine Landschaft, um die sich viele Sagen und Legenden ranken.

### Silberstraße, Silvervägen
| Hauptartikel:               | Silberweg                   |
| Provinz:                    | Västerbottens län           |
| Ausgangspunkte:             | Skellefteå, Bodø (Norwegen) |
| wichtige Zwischenstationen: |                             |
| Länge:                      | 420 km                      |
| Sehenswürdigkeiten:         |                             |

Beschreibung: Der Silberweg führt durch eine von Bergbau geprägte Region.

### Wildnisstraße, Vildmarksleden
| Hauptartikel:               | Wildnisstraße |
| Provinz:                    | Västerbottens län, Jämtlands län |
| Ausgangspunkte:             | Strömsund, Vilhelmina |
| wichtige Zwischenstationen: | Stekkenjokk |
| Länge:                      | 350 km |
| Sehenswürdigkeiten:         | - Hällingsåfallet Wasserfälle 20 km südlich von Gäddede: 43 m hoch fallen sie in den längsten wasserführenden Canyon (800 m) Europas - Korallenhöhle - Trapstegforsen bei Saxnäs |

## Fernwanderwege

### Bohusleden
| Hauptartikel:               | Bohusleden        |
| Provinz:                    | Bohuslän          |
| Ausgangspunkte:             | Lidome, Strömstad |
| wichtige Zwischenstationen: |                   |
| Länge:                      | 360 km            |
| Sehenswürdigkeiten:         |                   |

Beschreibung:

### Kungsleden
| Hauptartikel:               | Kungsleden                                                                                            |
| Provinz:                    | Norrbottens län                                                                                       |
| Ausgangspunkte:             | Abisko, Hemavan                                                                                       |
| wichtige Zwischenstationen: | Kvikkjokk                                                                                             |
| Länge:                      | 450 km                                                                                                |
| Sehenswürdigkeiten:         | - Abisko-Nationalpark - Stora-Sjöfallets-Nationalpark - Sarek-Nationalpark - Pieljekaise-Nationalpark |

Beschreibung:

### Nordkalottleden
| Hauptartikel:               | Nordkalottleden                                                            |
| Provinz:                    | Norrbottens län, Norwegen, Finnland                                        |
| Ausgangspunkte:             | Kilpisjärvi, Sulitjelma bzw. Kvikkjokk                                     |
| wichtige Zwischenstationen: |                                                                            |
| Länge:                      | km                                                                         |
| Sehenswürdigkeiten:         | - Övre-Divida-Nationalpark - Abisko-Nationalpark - Padjelanta-Nationalpark |

Beschreibung:

### Padjelantaleden
| Hauptartikel:               | Padjelantaleden           |
| Provinz:                    | Norrbottens län           |
| Ausgangspunkte:             | Ritsem, Kvikkjokk         |
| wichtige Zwischenstationen: |                           |
| Länge:                      | 140 km                    |
| Sehenswürdigkeiten:         | - Padjelanta-Nationalpark |

Beschreibung:

### Vasaloppsleden
| Hauptartikel:               | Vasaloppsleden  |
| Provinz:                    | Kopparbergs län |
| Ausgangspunkte:             | Sälen, Mora     |
| wichtige Zwischenstationen: |                 |
| Länge:                      | 90 km           |
| Sehenswürdigkeiten:         |                 |

Beschreibung: Der Weg folgt der Strecke des historischen Wasalaufs.

## Eisenbahnlinien

### Inlandsbahn
| Hauptartikel:               | Inlandsbahn                                                                                       |
| Provinz:                    | Norrbottens län, Västerbottens län, Jämtlands län, Gävleborgs län, Kopparbergs län, Värmlands län |
| Ausgangspunkte:             | Gällivare, Kristinehamn                                                                           |
| wichtige Zwischenstationen: | Östersund, Mora                                                                                   |
| Länge:                      | 1300 km                                                                                           |
| Sehenswürdigkeiten:         | siehe Hauptartikel                                                                                |

Beschreibung: Die Inlandsbahn ist eine rein touristische Bahnlinie, auf der in den Sommermonaten 
Juni–September Züge verkehren. Die Fahrzeit beträgt zwei Tage. Auch im Winter wird sie eingeschränkt betrieben, es verkehrt aber nur ein Zug pro Tag von Östersund aus nach Süden (Mora) und zurück.